# Claire Barbillon
Claire Barbillon, née en 1960, est une historienne de l’art française.
Spécialiste de la sculpture de la seconde moitié du XIXe siècle et d'historiographie, elle est directrice de l'École du Louvre depuis décembre 2017 et la première femme à occuper ce poste.

## Biographie
Claire Barbillon commence sa carrière au musée d'Orsay (1985) comme responsable des publics scolaires et des enseignants puis du secteur des publications, productions audiovisuelles et multimédia. En 1995, elle crée 48-14, La revue du musée d’Orsay . Docteure en histoire de l'art avec une thèse consacrée aux Canons et théories de proportions du corps humain en France (1780-1895) , elle devient en 1999 pensionnaire à l'Institut national d'histoire de l'art, maître de conférences à l'Université Bordeaux III en 2001, puis directrice des études de l'École du Louvre de 2003 à 2011. Maître de conférences en histoire de l'art contemporain à l'Université Paris Ouest Nanterre La Défense (2008-2014), elle est également titulaire de la chaire d’Histoire de l'art au XIXe siècle et au début du XXe siècle à l’Ecole du Louvre, de 2011 à 2014. Son habilitation à diriger des recherches, soutenue en 2012 et publiée en 2014, porte sur Le relief au XIXe siècle, une esthétique de l’ambiguïté.. Cette même année, elle est nommée professeur d'histoire de l'art contemporain à l'Université de Poitiers. Elle y assure la direction du Master Patrimoine, musées et multimédia. Parallèlement elle a initié la nouvelle classe préparatoire aux concours de restaurateurs du patrimoine à l'École du Louvre et a rejoint l'équipe de recherche de l'établissement comme chercheur associé jusqu'en septembre 2017. Le 1er décembre 2017, elle est nommée directrice de l'École du Louvre 

Claire Barbillon a été membre du Conseil scientifique du Conseil scientifique de l'Institut national d'histoire de l'art (2015-2021)  et du jury des ENS Ulm et Lyon pour les épreuves écrites et orales d’Histoire de l’art (2015-2017). Elle a co-dirigé le catalogue de l’exposition Bourdelle et l’antique, une passion moderne (musée Bourdelle, octobre 2017-février 2018), dont elle a été commissaire au musée Bourdelle (2017- 2018) et le catalogue des sculptures du musée des Beaux-Arts de Lyon  (2017). Elle a collaboré à la constitution d’une base de données portant sur la statuaire publique des XIXe et XXe s. : A nos grands hommes, en ligne depuis 2018 sur le site du musée d’Orsay. Ses dernières contributions portent sur la sculpture monumentale publique (catalogue de l’exposition du musée Camille Claudel Les sculpteurs du travail, Meunier, Dalou, Rodin, 2020 ; volume collectif Esthétique et Républiques, une anthropologie des images, 2022 ; essai intitulé Sculpter la ruine, une ambition moderne dans le catalogue de l’exposition Formes de la ruine, musée des Beaux-Arts de Lyon, 2023).

## Publications
- Auguste Préault, sculpteur romantique, édition de la correspondance d'Auguste Préault, catalogue de l’exposition, Paris, Gallimard/RMN, 1997[11].
- Héros et dieux de l’Antiquité, collection des guides iconographiques, Flammarion Paris, 1994, C. Barbillon, F. Lissarrague et I. Aghion, réédité en 1995,1996, 1998, éd. anglaise, 1996, éd. espagnole, 1996, éd. allemande 1999[12].
- Introduction à la Grammaire des Arts du dessin de Charles Blanc (1867), Éditions de l’ENSBA, collection Beaux-Arts/Histoire dirigée par Alfred Pacquement et Pierre Wat, Paris 2000.
- Quand Van Gogh dessinait en écrivant, volume de commentaires des  Lettres illustrées de Vincent Van Gogh, Paris, Éditions Textuel, 2003[13].
- Les Canons du corps humain au XIXe siècle. L’Art et la Règle, Paris, Éditions Odile Jacob, 2004[14].
- À nos grands hommes, la sculpture publique française jusqu’à la Seconde Guerre mondiale, publication électronique sous forme d’un double cédérom. Claire Barbillon, France Debuisson, Chantal Georgel, Catherine Chevillot, Anne Pingeot. Paris, INHA/Musée d’Orsay, 2004.
- Venise en France, du romantisme au symbolisme, actes des journées d’étude Paris-Venise, École du Louvre et Istituto Vento di Scienze, Lettere ed Arti, codirection scientifique : Claire Barbillon, Gennaro Toscano, Paris. 2006.
- À quoi sert l’histoire de l’art ?, entretien avec Roland Recht, Paris, Textuel, 2007[15].
- Die Schule von Beuron und die Nabis : spirituelle Gemeinsamkeiten, theoretische Übereinstimmungen, dans Avangardist Malermönch, Peter Lenz und die Beuroner Kunstschule, catalogue de l’exposition d’Engen, 31 mars-1er juillet 2007, Hildesheim, By Quensen, 2007.
- L’Histoire de l’histoire de l’art au XIXe siècle, actes de colloque, sous la direction de Roland Recht, Philippe Sénéchal, Claire Barbillon et François-René Martin, la Documentation française, 2008[16].
- La Mémoire à l’œuvre : les archives d'Antoine Bourdelle, Claire Barbillon, Stéphanie Cantarutti, Frédéric Chappey, Penelope Curtis, Thierry Dufrêne, Juliette Laffon, Éloïse Le Bozec, Colin Lemoine et Antoinette Le Normand-Romain, Paris-Musées/musée Bourdelle/Inha/Éditions des Cendres, 2009[17].
- Écrire la sculpture : de l'Antiquité à Louise Bourgeois, Claire Barbillon et Sophie Mouquin, éditions Citadelles & Mazenod, 2011[18].
- Le relief, au croisement des arts du XIXe siècle, Claire Barbillon, Paris, Picard, 2014[4].
- Comment regarder la sculpture. Mille ans de sculpture occidentale, Claire Barbillon, Hazan, 2017[19].
- Ecole du Louvre, jalons pour une histoire, Philippe Durey. Postface Claire Barbillon, Paris, Fage éditions, 2021.
- Les choses, une histoire de la nature morte, sous la direction de Laurence Bertrand-Dorléac. Article Custode dans la section Chosier Claire Barbillon, Paris, Liénard éd. 2022.
- Monumentaliser la République dans l’espace urbain en France au XIXe siècle. Formes et types d’une allégorie sculpture, de Soitoux aux Frères Morice, entre les IIe et IIIe Républiques, Claire Barbillon. Postface Claire Barbillon, dans Esthétique et Républiques, une anthropologie des images, Editions. Le bord de l’eau, 2022.
- Sculpter la ruine, une ambition moderne, XIX-XXe siècles, Claire Barbillon. Essai paru dans Formes de la ruine, catalogue de l’exposition présentée au musée des Beaux-Arts de Lyon, Liénard éd. 2023.
- Le sculpteur, l’athlète et l’anatomiste : en quête du « corps parfait », Claire Barbillon, dans En Jeu ! les artistes et le sport (1870-1930), catalogue de l’exposition présentée au musée Marmottan-Monet, Paris, In Fine éditions d’art, 2024.

## Récompenses et distinctions

### Décorations
- Chevalier de la Légion d'honneur (2019) [20]
- Officier de l'ordre national du Mérite (promue le 15 mai 2025)[21] ;
  - nommée chevalier le 14 novembre 2012[22], faite chevalier le 7 septembre 2013[21].
- Officier de l'ordre des Arts et des Lettres (2022) [23]
  - Chevalier en 2006